# 陳半丁

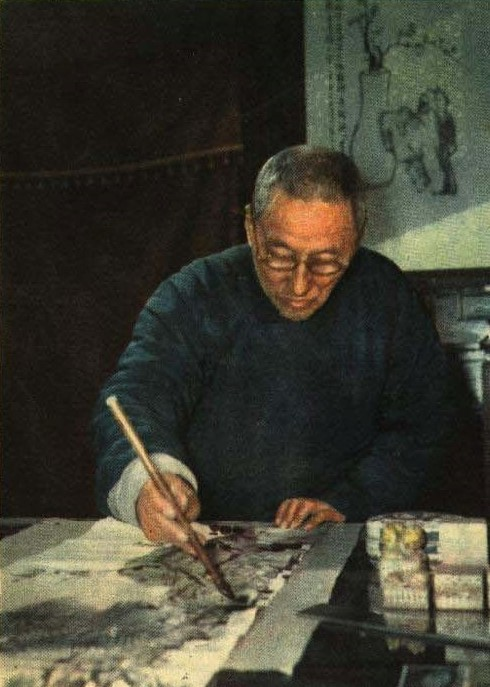
1962年陳半丁

陈半丁（1876年—1970年），名年，字静山，号半丁，常用斋号有饮雪庐、敬洗堂、五亩之园等，中國近現代畫家，北京畫院創始人之一，與陈师曾并称“二陈”。他的作品結合了海派和京派的畫風，形成了小写意的“陈派”風格。

## 生平

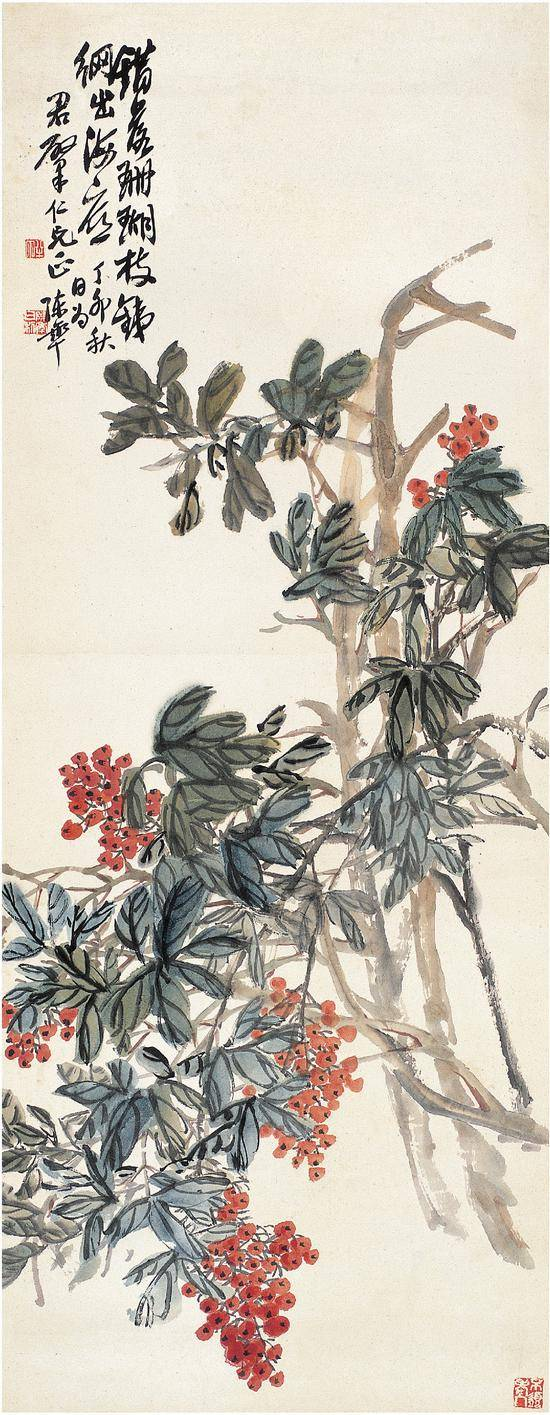
陈半丁《珊瑚枝图》，1927年繪

陈半丁出生于清朝浙江绍兴柯桥镇的一個中醫家庭，年幼父母双亡，家境贫寒。15岁时到兰溪一钱庄做学徒時方才接觸到書畫，1895年随表叔吴隐前往上海，在严信厚家打工，從事拓印等工作。但同時亦結識了吴昌硕、任伯年以及蒲华等畫家，受到了他們的指點，1906年應金北樓的邀請前往北京，在金和吳昌碩的幫助下名聲鵲起，與陈师曾并称“二陈”。1917年結識齐白石。
1918年陈半丁成爲国立北平艺术专科学校教授，1920年加入金北樓主辦的中国画学研究会。1949年中華人民共和國成立後，曾與齐白石合繪《松石牡丹》，毛泽东為其签名，並將此畫赠予印度尼西亞总统苏加诺。這幅作品後來又流傳回中國，2003年以2035万元拍賣。1954年依其提議，政府成立民族美术研究所（今中国艺术研究院美术研究所）。1957年與葉恭綽等創辦北京畫院。文化大革命时，90嵗的陈半丁被反复被批斗，1970年病重，但医院方面以其为“反动画家”為由不予医治，因而逝世。